# Degranulatie
Degranulatie is het afgeven van bepaalde, in granulen verpakte stoffen door een cel naar de omgeving rondom de cel, waardoor een specifiek proces op gang komt. 
Voorbeelden waarbij degranulatie een belangrijke rol speelt:
- apoptose door bijvoorbeeld NK-cellen dat mogelijk wordt gemaakt door gedegranuleerde stoffen, zoals histamine.
- het op gang komen van de immuunreactie, zoals dit het geval is bij mestcellen.